# KD-Supier
KD-Supier (* 8. Februar 1983 in Paris; bürgerlich David Barenboim) ist ein deutsch-französischer ehemaliger Produzent und Songwriter. Er ist Sohn des Dirigenten Daniel Barenboim und der Pianistin Jelena Baschkirowa. Sein Bruder Michael Barenboim ist klassischer Violinist.

## Biografie
KD-Supier wuchs neun Jahre in seiner Geburtsstadt Paris auf, zog 1992 dann nach Berlin, wo er das Französische Gymnasium Berlin besuchte. Aufgrund der Tätigkeit seines Vaters als Dirigent verbrachte er einige Monate in Chicago, wo er auch zur Schule ging. Als Schüler spielte er in einigen Bands mit, seine ersten Produktionen waren jedoch für die damalige Gruppe Royal Authority bestimmt, deren Mitglied auch der Rapper Megaloh war.
Als das Projekt Royal Authority beendet wurde, gründete KD-Supier zusammen mit Megaloh das Musiklabel Level Eight Entertainment.
Im Jahr 2006 erschien der Sampler Reim geschäftlich. Gastbeiträge auf dem Album stammen von Rappern wie Massiv, Samy Deluxe, K.I.Z, Sentino, MC Basstard und Jonesmann. Das Album wurde von der Zeitschrift Juice zum besten Album in der Rubrik Homegrown gewählt.
2010 produzierte KD-Supier das komplette Album des Berliner Rappers Harris.
KD-Supier verfügt über ein Homestudio in seiner Wohnung. Seine ersten Beats machte er auf einem Fostex 8-Spur-Recorder mit Hilfe eines Roland Samplers, einer Alesis Drummaschine und eines Yamaha-Keyboards. Inzwischen arbeitet er hauptsächlich mit Logic und VST Plug-ins.
Im Jahr 2011 verlieh ihm aggro.tv die goldene Platte für den Halt-die-Fresse-Allstars-Track, der mehr als 3.000.000 Aufrufe auf der Videoplattform YouTube verzeichnen konnte.
Im Februar 2012 wurde das Album RAF 3.0 des gleichnamigen Musikers veröffentlicht. KD-Supier war deshalb einige Wochen lang mit RAF 3.0 in Málaga und arbeitete an diesem Album. Das Album erreichte Platz 5 der Media-Control-Charts.
Am 5. Juli 2013 erschien das Album Hoch 2 von RAF 3.0, bei dem KD-Supier mitgewirkt hat.
Seit 2014 arbeitet KD unter dem Künstlernamen Solarrio.

## Diskografie

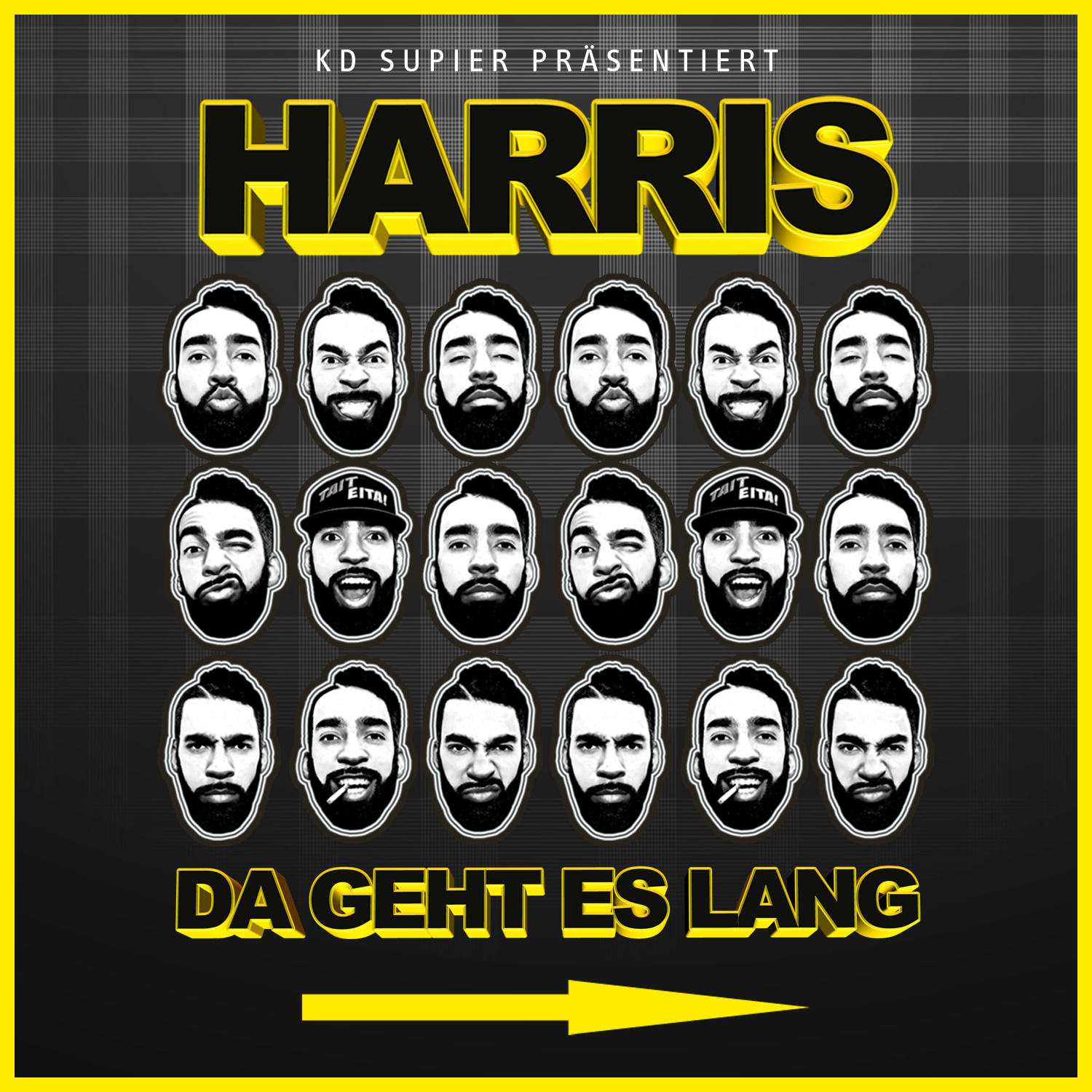
Cover der Single Da geht es lang

- 2001: Beats auf So N Shit von Megaloh
- 2002: Beats auf Level Eight von Megaloh
- 2002: Beats auf  Hauptstadt Flava von Battle Rapp, Megaloh und Diablow
- 2003: Beats auf Game Set Match EP von Megaloh und Battle Rapp
- 2004: Beats auf Draft Pick Mixtape von Megaloh
- 2005: Beats auf Epo$ von Battle Rapp
- 2005: Beats auf Echt Kult auf der Juice CD 56 von Megaloh
- 2005: Beats auf Im Game von Megaloh
- 2005: Beats auf Favorite Rapper's Favorite Rapper auf der Juice CD 60 von Megaloh
- 2005: Beats auf Rap City Berlin
- 2006: Beats auf Mixtape Nr. 1 von David Battle
- 2006: Beats auf Zeit für den Hund von Megaloh
- 2006: Beats auf Warum noch ein Mixtape von Sprachtot
- 2006: Beats auf Hundshit EP von Megaloh
- 2006: Beats auf Rap City Berlin 2
- 2006: Reim Geschäftlich
- 2007: Beats auf Acht im Biz auf der Juice CD 67 von Megaloh
- 2007: Beats auf Wie baut man eine Bombe von Ali A$
- 2007: Beats auf City of God von Godsilla
- 2008: Beats auf Deutschlands Albtraum von MC Bogy
- 2008: Beats auf Aggro Anti Ansage Nr. 8
- 2008: Beats auf Goldständer von B-Tight
- 2009: Beats auf Sexismus gegen Rechts von K.I.Z
- 2009: Beats auf Deutschlands vergessene Kinder 2
- 2010: Beats auf Das Manhattan Projekt von Marc Reis
- 2010: Beats auf Therapie nach dem Album von RAF Camora
- 2010: Beats auf Der Mann im Haus von Harris
- 2010: Beats auf HDF Allstars 1 auf aggro.tv
- 2011: Beats auf Monolog von Marc Reis
- 2011: Beats auf Zwiespalt Weiss von Basstard
- 2011: Beats auf Said von Said
- 2011: Beats auf Ein ganz bescheidener Junge von Voll-K
- 2011: Beats auf Hammertime (feat. Hammer und Zirkel)
- 2011: Beats auf Hoodrich Sampler
- 2011: Ghetto Bellini (feat. Said und Ufo361)
- 2011: Die Stadt überhaupt (KD Supier pres. Megaloh, Said, Silla und Sera Finale)
- 2012: Beats auf Maskoekain von Maskoe
- 2012: Beats auf RAF 3.0 von RAF Camora
- 2012: Beats auf Zu!Nahme von Joshi Mizu
- 2012: Bellini Boyz EP
- 2013: Zum Leben verurteilt
- 2013: Frankfurter Zoo von DCVDNS ft. Celo & Abdi